# تشو بنغ
تشو بنغ (بالصينية: 周鹏) مواليد 11 أكتوبر 1989، هو لاعب كرة سلة صيني يلعب مع فريق غوانغدونغ ساوثرن تايغرز في الرابطة الصينية لكرة السلة ويحمل الرقم 11. يبلغ طوله 6 قدم 10 بوصة (2.1 م). مثّل منتخب الصين لكرة السلة.

## فرق لعب لها
- غوانغدونغ ساوثرن تايغرز

## روابط خارجية
- تشو بنغ على موقع الاتحاد الدولي لكرة السلة (الإنجليزية)
- تشو بنغ على موقع كرة السلة الأوروبية.كوم (الإنجليزية)
- تشو بنغ على موقع ريلجم (الإنجليزية)
- تشو بنغ على موقع بروبوليرز (الإنجليزية)
- تشو بنغ على موقع سبورتس رفرنس (الإنجليزية)
- تشو بنغ على موقع أوليمبيديا (الإنجليزية)